# Stenomesseae
Stenomesseae är ett tribus i familjen amaryllisväxter med fem släkten från Sydamerika. Detta är närstående Eucharideae. Karaktäristiskt är att när de nya bladen växer fram ligger bladkanterna i två rullar på undersidan bladet. Fröna är flata och torra och sprida med vinden och arterna växer i öppna miljöer där vinden kommer åt.

## Släkten
Kolibrililjesläktet (Phaedranassa)
Eucrosia
Mathieua
Rauhia
Stenomesson